# Tomka (tajny ośrodek broni chemicznej)

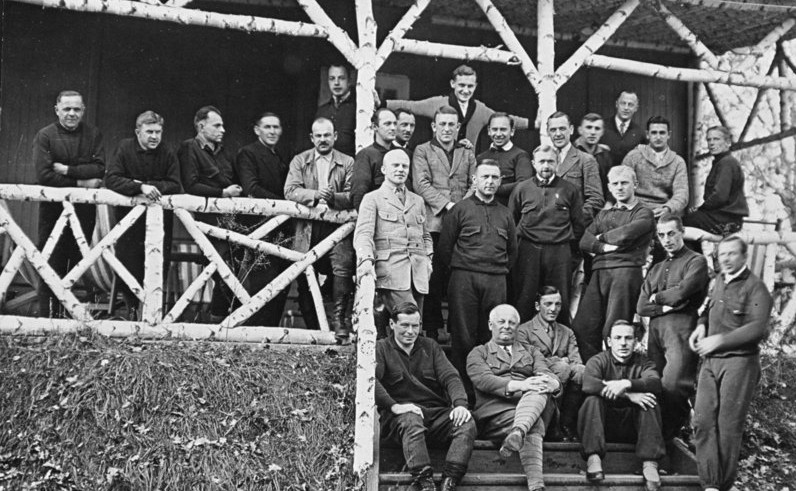
Niemiecki personel ośrodka broni chemicznej „Tomka”

Tomka – tajny ośrodek szkoleniowo-badawczy i poligon broni aerochemicznej działający w latach 1926–1933, zorganizowany i finansowany przez niemiecką armię w obwodzie saratowskim na terenie ZSRR, 500 km na południe od Moskwy.
Po przegranej I wojnie światowej Republika Weimarska, łamiąc postanowienia traktatu wersalskiego, zabraniającego m.in. rozwoju niemieckiej armii i posiadania broni chemicznej, poszukiwała możliwości rozwoju tej broni. W tym celu w 1924 wytypowano miejscowość Szychany jako siedzibę centrum badań nad bronią chemiczną i w najwyższej tajemnicy zorganizowano w porozumieniu ze stroną radziecką ośrodek broni chemicznej, zlokalizowany w obwodzie saratowskim, nieopodal miasta zamkniętego Wolsk, w który Republika Weimarska zainwestowała ok. 1 mln Reichsmarek. W 1926 uruchomiono tu centrum produkcji i testów toksycznych substancji dla celów artylerii i lotnictwa. Testowano to również środki i metody odkażania.
Generał-major Nikolai S. Antonow, szef sowieckich wojsk chemicznych opisywał początki tajnego niemiecko-sowieckiego projektu Tomka jako datujące się od 1926. Uruchomiono centrum szkolenia, fabrykę bojowych środków trujących i poligon. Celem utajnienia współpracy, powołano fikcyjne spółki: sowiecką („produkcja środków ochrony roślin i nawozów sztucznych”) oraz niemiecką („surowce”). W umowach haubice określane były jako „wyroby żelazne”, pociski jako „piłki” itd. Przedostający się przez granicę na fikcyjnych paszportach wojskowi i inżynierowie niemieccy mieli zakaz nawiązywania znajomości z Rosjanami, ich wyjazd z ośrodka był możliwy tylko za zgodą sowieckich władz, nie mogli opuszczać swych kwater w Szichany ani udawać się do znajdującego się w odległości 25 km Wolska. Współpraca trwała do 1933, gdy niemiecka strona wycofała się po uzyskaniu możliwości legalnego rozwijania zbrojeń.
Innymi tajnymi, zabronionymi traktatem wersalskim projektami realizowanymi na terenie ZSRR przez Reichswehrę były szkoła czołgowa Kama (1926-1933) i tajny ośrodek lotniczy Lipieck (1925-1933).

## Sukces polskiego wywiadu
W połowie lat 20. XX w. zorganizowana w Berlinie przez oficera polskiego wywiadu, rotmistrza Jerzego Sosnowskiego siatka wywiadowcza, obejmująca najwyższe kręgi Reichswehry jako pierwsza weszła w posiadanie licznych i niezbitych dowodów na szeroko zakrojoną niemiecko-radziecką zakazaną traktatowo współpracę wojskowo-techniczną. M.in. na podstawie tych informacji Rzeczpospolita Polska w latach 20 XX w. ujawniła na forum Ligi Narodów nielegalną działalność tzw. Republiki Weimarskiej, która uchylała się jako „niewypłacalna” od spłacania kontrybucji za I wojnę światową. Jednocześnie skrycie przeznaczała ogromne pieniądze na rozwój ofensywnych, zabronionych traktatem wersalskim broni: pancernej, lotniczej oraz chemicznej.

## Następstwa przedsięwzięcia
Niemcy dzięki szkoleniu się w ZSRR zbudowały zdolności prowadzenia walki bronią chemiczną.